# コンスタンサ・マヌエル・デ・カスティーリャ
コンスタンサ・マヌエル・デ・カスティーリャ（西：Constanza Manuel de Castilla, 葡：Constança Manuel de Castela, 1310年代から1320年代 - 1345年11月13日）は、ポルトガル王ペドロ1世の2番目の妃。ただしペドロの即位以前に死去している。コンスタンサ・マヌエル・デ・ビリェーナ（Constanza Manuel de Villena）とも。父はカスティーリャ王フェルナンド3世の孫ペニャフィエル公フアン・マヌエル、母はその2番目の妻でアラゴン王ハイメ2世の娘コンスタンサ。異母妹にカスティーリャ王エンリケ2世の王妃フアナ・マヌエルがいる。

## 生涯
幼少時にカスティーリャ王アルフォンソ11世と結婚し、形式上は王妃となっていたが、この結婚は1327年に無効とされた。
その後、1340年にのちのポルトガル王ペドロ1世とリスボンで結婚した。ペドロも最初の妻ベアトリスとの結婚は幼少時のもので、少年期に別れていた。コンスタンサとペドロとの間には2男1女が生まれた。
- ルイス（1340年）
- マリア（1343年 - 1363年以降） - アラゴン王アルフォンソ4世の息子フェルナンドと結婚
- フェルナンド1世（1345年 - 1383年）

ペドロはコンスタンサを差し置いて、その侍女であったイネス・デ・カストロを寵愛し、コンスタンサの死後にその関係は公然化したが、ペドロの父アフォンソ4世の命を受けた貴族によってイネスは殺害された。